# فانربني
فانربني (بالإنجليزية: Vannarpannai) هي منطقة سكنية تقع في سريلانكا في مديرية جافنا ‏. وهي موطن للعديد من المؤسسات الثقافية التي تعتبر مهمة لإحياء سيفا للتاميل السريلانكيين المحليين كما بدأها أروموجا نافالار. فهي موطن لمعبد كاثيريسان ومعبد فايثيسواران حيث بدأ نافالار الوعظ الدائري. كما أنها موطن لمدارس مثل فايتيسوارا فيديالايام ومدرسة سريلا سري أروموجا نافالار وكلية جافنا هندو ومطبعة سيفابراكاسا التي تأسست عام 1848. عانت الضاحية من آثار سلبية بسبب الحرب الأهلية السريلانكية.